# De Hoop (Sint-Maartensdijk)
De Hoop is een molenrestant in het stadje Sint-Maartensdijk in de Nederlandse provincie Zeeland. De molen is gelegen aan Bleekveldweg 2.
Deze ronde stenen molen van het type stellingmolen fungeerde als korenmolen.

## Geschiedenis
De molen werd gebouwd in 1847. In 1958 werd de molen nog gerestaureerd, en tot 1968 was de molen nog regelmatig in bedrijf. Ook in latere jaren draaide hij nog incidenteel.
In 1979 kreeg de molen een nieuwe eigenaar, die hem tot woonhuis wilde verbouwen maar daarvoor geen toestemming kreeg. De molen werd nogmaals verkocht en raakte in verval. In 1997 werden de roeden verwijderd; later volgde de overige uitwendige delen.
Er restte nog een molenromp met kap, die echter in steeds slechtere staat verkeerde, hoewel het binnenwerk, dankzij de gesloten kap, nog redelijk goed bewaard bleef.